# Минни и Московитц
«Минни и Московитц» (англ. Minnie and Moskowitz) — кинофильм режиссёра Джона Кассаветиса, вышедший на экраны в 1971 году. Лента получила номинацию на премию Гильдии сценаристов США за лучший оригинальный комедийный сценарий.

## Сюжет
Сеймур Московитц — законченный неудачник, постоянно влипающий в неприятные истории. Впрочем, он не теряет оптимизма и однажды решает отправиться на поиски лучшей жизни в Калифорнию, где устраивается работником автостоянки при одном из местных ресторанов. Здесь он случайно встречает Минни Мур — женщину средних лет, с хорошей работой, но неудачливую в личной жизни: её женатый любовник только что бросил её, чтобы сохранить свою семью. Сеймур сразу же влюбляется в неё и начинает добиваться со всеми страстью, грубостью и неуклюжестью, на какие способен. Однако Минни отнюдь не готова так сразу принять его ухаживания...

## В ролях
- Джина Роулендс — Минни Мур
- Сеймур Кэссел — Сеймур Московитц
- Вэл Эвери — Зелмо Свифт
- Тимоти Кэри — Морган Морган
- Кэтрин Кассаветис — Шиба Московитц, мать Сеймура
- Джон Кассаветис — Джим, любовник Минни
- Леди Роулендс — Джорджия Мур, мать Минни
- Элси Эймс — Флоренс
- Элизабет Диринг — девушка
- Холли Ниар — ирландка